# Гази-Мухаммад (сын Шамиля)
Гази́-Мухамма́д (1833, Гимры, Дагестан — 1902, Медина, Османская империя) — северо-кавказский и османский военно-политический деятель, сын имама Дагестана и Чечни Шамиля, до 1859 года — наиб Каратинской области Имамата, умер в звании мушира (маршала) Османской армии.

## Биография
Гази-Мухаммад был вторым сыном имама Шамиля от первой его жены Фатимат. Родился в 1833 году в дагестанском горном селении Гимры. Имя ему дано было в честь предшественника и наставника Шамиля — Гази-Мухаммада.
В 6 лет был под осадой в Ахульго. Отец вынес раненного в ногу Гази-Мухаммада из крепости на себе.
В малолетнем возрасте (7—8 лет), во время тяжёлой болезни Шамиля, на случай его смерти, Гази-Мухаммад был провозглашён наследником имама, а регентом последнего был назначен наиб Албаз-Дебир. В январе 1848 года на съезде в Ведено Гази-Мухаммад вторично был утверждён наследником имама Дагестана и Чечни.
В 1850 году назначен наибом Караты. Во время Кавказской войны руководил горскими отрядами против русской армии на Кавказе.
Во время Крымской войны (1853―1856) вместе со своим тестем Даниял-беком отличился своим набегом на Кахетию в июле 1854 года. Несмотря на огромные потери среди горцев, понесённые ими в столкновениях с русскими частями и грузинскими милиционными подразделениями, в целом набег для горцев увенчался успехом.  Была захвачена большая добыча и около 900  заложников, в числе которых была семья князя Чавчавадзе — его жена и четверо детей. Последняя, 10 (22) марта 1855 года, была обменяна на старшего брата Гази-Мухаммада — Джамалуддина, отданного имамом во время штурма Ахульго русским в качестве аманата и находившегося уже к тому времени на русской службе. Между тем, Гази-Мухаммадом сильно интересовалось османское правительство, которое пристально следило за ходом войны на Кавказе. В мае 1855 года султан Абдул-Меджид I пожаловал Гази-Мухаммаду знамя, орден с алмазной звездой и чин паши.
В 1859 году руководил обороной столицы Шамиля Ведено. После неудачи провёл тщетную попытку сдержать русские войска на Андийском койсу. 25 августа (6 сентября) 1859 года, после взятия русскими войсками Гуниба, защищавшие его Шамиль со своим сыном Гази-Мухаммадом капитулировали. После этого они были отправлены в Москву, затем в Санкт-Петербург, а 10 (22) октября того же года прибыли к месту своей постоянной ссылки в Калугу. Там же 26 августа (7 сентября) 1866 года он вместе с отцом и со своим младшим братом Мухаммадом-Шапи принял русское подданство и дал присягу на верность Царю и Отечеству. Текст присяги был изменён специально для них. Произнесение присяги было единственным способом для семьи покинуть российский плен и уехать в хадж.

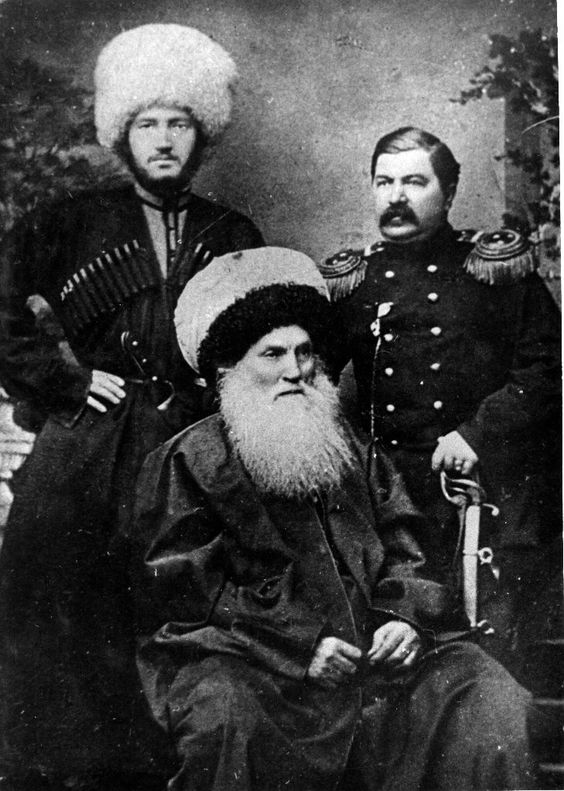
Шамиль, Гази-Мухаммад и пристав в Калуге

В 1869 году Александр II позволил Шамилю отправиться на паломничество в Мекку, а после того, как последний там тяжело заболел, в 1871 году царь позволил отправиться туда к своему отцу и Гази-Мухаммаду. 4 (16) февраля того же года в Медине умер Шамиль. Похоронив отца, Гази-Мухаммад оставил его семью в Таифе, а сам 17 (29) июля вернулся в Киев. 7 (19) августа он обратился к военному министру Д. А. Милютину с просьбой дать ему как старшему в роду единовременную пенсию Шамиля, которую он намерен использовать на содержание семьи покойного. С той же целью Гази-Мухаммад просил позволить ему временный отъезд в Османскую империю, где на тот момент находилась семья Шамиля. Александр II распорядился выплатить ему пенсию на него и на семью покойного в размере 15 тысяч рублей и дал ему дополнительный отпуск для поездки. 4 (16) декабря Гази-Мухаммад отплыл на пароходе из Одессы в Стамбул, где, вопреки обещанию вернуться в Россию, поступил на службу в турецкую армию.

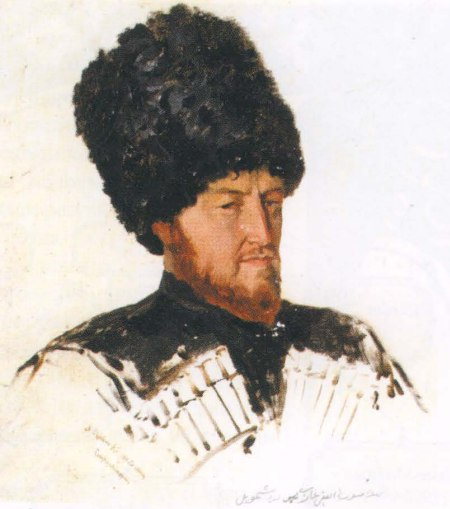
Гази-Мухаммад работа художника С. Хлебовского. 1870 год, Стамбул.

В 1877―1878-х годах во время Русско-турецкой войны Гази-Мухаммад, в чине генерал-лейтенанта Его Величества Султана Свиты, командовал 3-й кавалерийской бригадой, сформированной из кавказских горцев-мухаджиров. В составе Алашкертского отряда мушира Исмаил-паши действовал против Эриванского отряда генерал-лейтенанта Тергукасова. Принимал участие в осаде русского гарнизона в Баязете, тщетно посылая ему при этом письма с предложением о капитуляции.
17 (29) апреля 1877 года в Чечне и Дагестане вспыхнуло восстание. Его возглавлял Алибек-Хаджи Алдамов, который ранее, возвращаясь из хаджа в Мекку, встречался в Стамбуле с Гази-Мухаммадом, где обсуждал с ним план действий по поднятию восстания на Северном Кавказе. Туда от имени последнего были доставлены напечатанные золотыми буквами прокламации. Также османским правительством горцам была обещана военная помощь, главным образом иммигрантами с Кавказа под предводительством наследника имама — Гази-Мухаммада. Однако османская армия потерпела поражение в войне, а восстание горцев было подавлено.

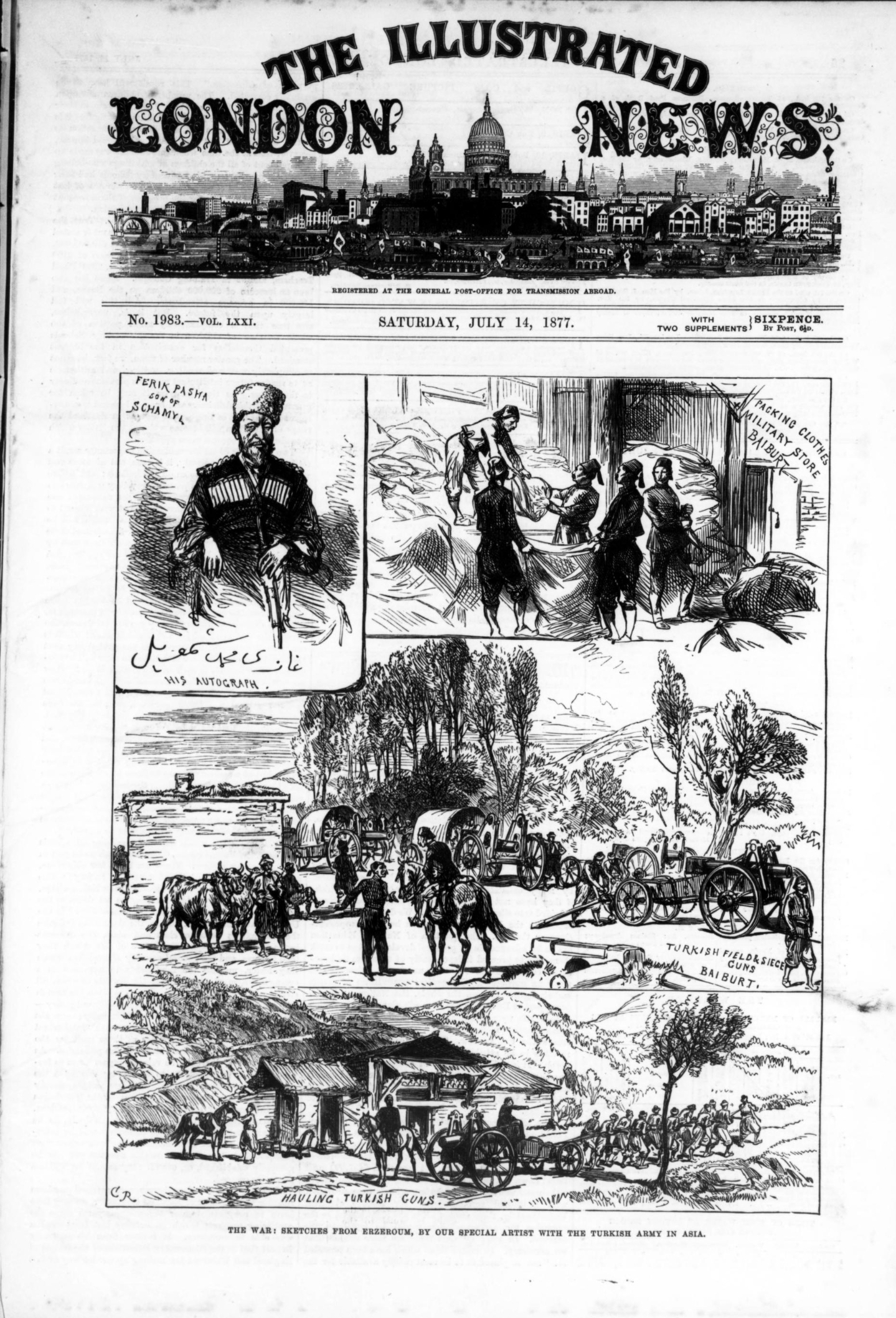
Гази-Мухаммад на обложке британской газеты The Illustrated London News 1877 года, освещающей русско-османскую войну

После войны в результате дворцовых интриг султан отстранил Гази-Мухаммада от службы и отправил его в почётную ссылку в Медину, присвоив ему, однако, звание мушира. Там же в 1902 году Гази-Мухаммад умер.

## Семья

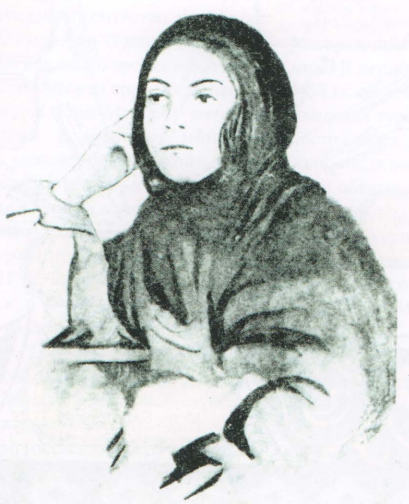
Каримат
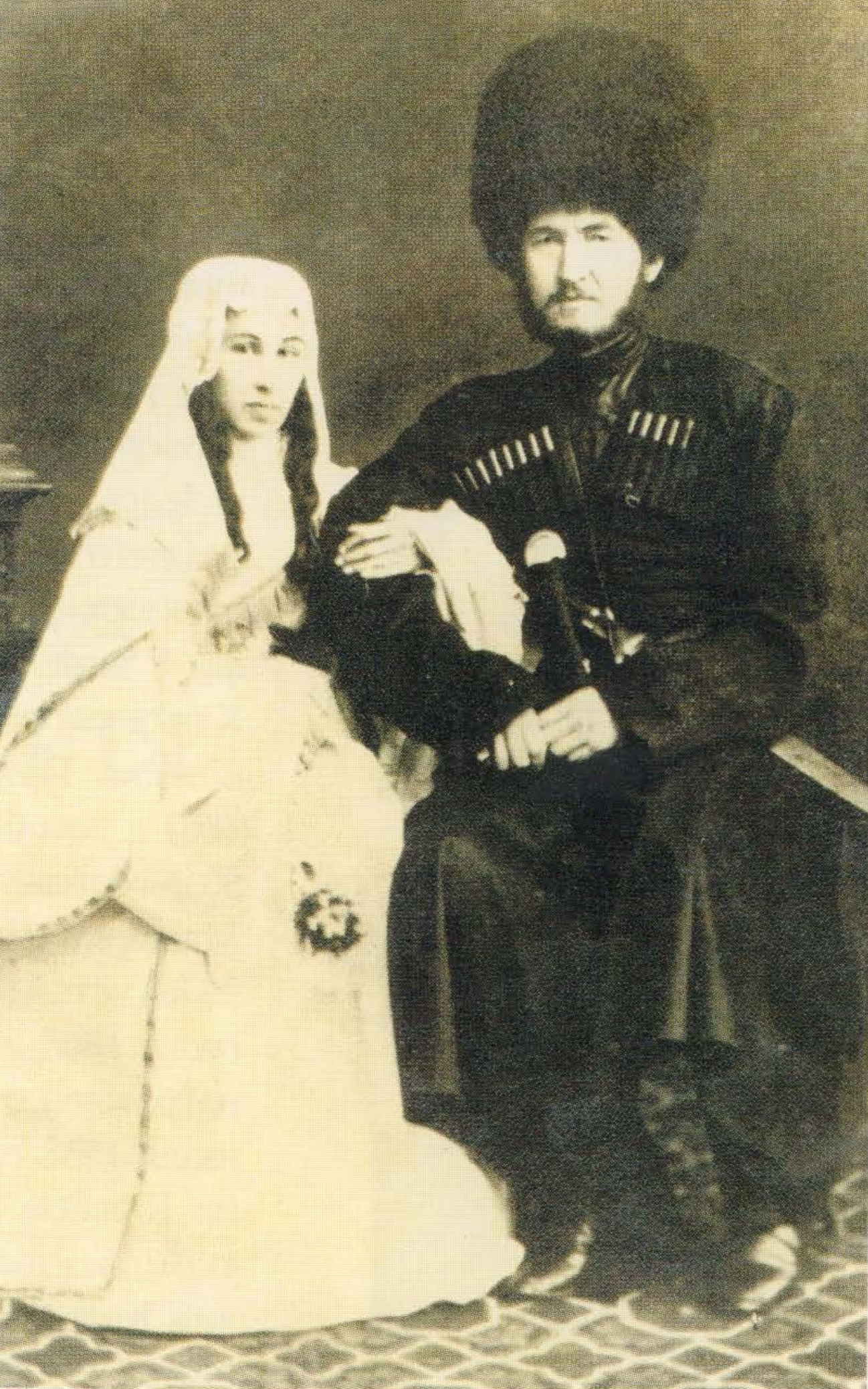
Гази-Мухаммад и Хабибат
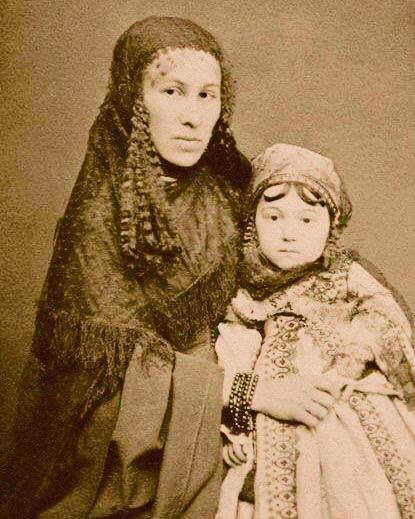
Хабибат с дочерью Нафисат. Медина, Османская империя, 1880 год

Имел две жены:
1. Каримат[c] (с 1851 года) — дочь илисуйского султана, генерал-майора русской службы, а затем наиба имама Шамиля, Даниял-бека[9]. По отзыву М. Н. Чичаговой, Каримат имела привлекательную внешность, за что получила прозвище «Роза Кавказа»[7], однако в любви не отвечала Гази-Мухаммаду взаимностью[6]. Умерла в мае 1862 года в Калуге от чахотки. Похоронена на родине, в городе Нуха[18].
2. Хабибат. От неё у него было только две дочери: Нафисат (1864, Калуга — 1873, Стамбул) и Эмире Нафисат (1873, Стамбул — ?).